# Fring (Norfolk)
Fring – wieś w Anglii, w hrabstwie Norfolk, w dystrykcie King’s Lynn and West Norfolk. Leży 56 km na północny zachód od Norwich i 160 km na północ od Londynu.
Miejscowość liczy 94 mieszkańców.